# Sé (Lisbona)
Sé è una ex freguesia del Portogallo e un quartiere della città di Lisbona.
Il quartiere è incentrato sulla Cattedrale di Lisbona. Altri punti d'interesse architettonico sono la Igreja de Santo António de Lisboa e la Casa dos Bicos.
L'8 novembre del 2012, è stato assorbito nel quartiere di Santa Maria Maior.